# 桃树湾清代民居
桃树湾清代民居又名桃树湾刘氏大屋，坐落在中华人民共和国湖南省长沙市浏阳市金刚镇丹桂村清江片桃湾组，现在是全国重点文物保护单位。

## 沿革
清朝道光二十九年（1849年），民居开始建。咸丰三年（1853年），当地居民刘运庄（1796年—1865年）建成民居，刘运庄去世后他的四个儿子继承了这份家业。光绪二十一年（1895年），浏阳县大旱，刘运庄四子刘孝泉捐巨资赈济灾民，湖广总督张之洞、湖南巡抚陈宝箴上奏朝廷，光绪帝赐予牌坊表彰。中国人民抗日战争之后，刘氏族长刘友骏邀集族人筹组选文中学，把民居充作校舍使用。
中华人民共和国建立后，土地改革运动后，浏阳县人民政府将该建筑分给当地村民居住。2014年，政府拨款、村民捐资，民居进行了全面维修。2016年，民居内建“乡贤之光”陈列展览，并且对外开放。1986年，文物普查工作期间，工作人员收集了民居资料。1989年6月，文物工作队全面调查整理了桃树湾民居的资料。1998年，浏阳市文物管理所对桃树湾清代民居进行平面测绘。2000年，湖南省文物局、浏阳市文物管理处人员考察民居，并且提出保护意见。同年7月，浏阳市文物管理处整理民居资料，申报将其列入“长沙市级文物保护单位”。8月28日，长沙市人民政府《[长政字（2000）34号]文件》“关于补充公布市级文物保护单位及其保护范围和建设控制地带的通知”，公布桃树湾清代民居列入“长沙市市级文物保护单位”。9月5日，中国人民政治协商会议长沙市委员会主席张贤遵、埋轶凡、赵一忠、刘晋芳来到民居考察和参观。2001年4月，浏阳市文物管理处和民居内的村民签订《桃树湾民居文物保护责任书》。8月，浏阳市文物管理处对桃树湾民居建筑测量绘图。2002年5月17日，长沙市文物局人员和浏阳市文物管理处人员一同参观考察民居。6月4日，考古队工作人员张贴文物保护事项的公告。7月9日，长沙市文化局副局长赵一东到桃树湾检查。2019年10月16日，中华人民共和国国务院印发《关于核定并公布第八批全国重点文物保护单位的通知》，民居列入第八批全国重点文物保护单位。

## 建筑物
桃树湾清代民居整体建筑坐北朝南，前临清江河（桃树湾河），背靠詹家山，面阔五间，四进院落，三条轴线布局，占地面积21000平方米，大小房屋400间，是四进院。建筑主体是砖木结构，附属建筑是土木结构，硬山顶，封火墙，覆小青瓦。主体建筑中轴线自南向北依次是头门、前院、前栋、过亭、中栋、长形天井、后栋，东西次轴线设横厅、廊子、茶厅、粮仓及众多的厢房等。四周版筑三合土墙垣。民居内存“桃树湾新宅记”碑刻一通，高1.05米，宽1.75米，记载民居建筑群修建事略等。

## 图册
- 民居房屋。
- 民居。
- 油纸伞。
- 民居房屋